# Wapen van Wateringen

Het wapen van Wateringen (1987)

Het wapen van Wateringen (1816-1987)

Het wapen van Wateringen  werd op 24 juli 1816 aan de Zuid-Hollandse gemeente Wateringen bevestigd in gebruik. Op 26 maart 1965 is aan het wapen een kroon toegekend van drie bladeren en twee parels. In 2004 is de gemeente samen met 's-Gravenzande, Monster, Naaldwijk en De Lier opgegaan in de gemeente Westland, waardoor het wapen niet langer officieel gebruikt wordt. In het wapen van Westland zijn geen delen van het wapen van Wateringen overgenomen.

## Blazoenering
De blazoenering uit 1816 van het wapen van Wateringen luidde als volgt:
Van zilver beladen met een achtpuntige star van sabel.
In gewoon Nederlands: Een zilver (of wit) schild met daarop een zwarte ster met acht punten.
Op 9 november 1987 werd een nieuwe beschrijving gemaakt die luidde:
In zilver een achtpuntige ster van sabel. Het schild gedekt met een gouden kroon van 3 bladeren en 2 parels.
Het wapen is opnieuw beschreven en voorzien van een gravenkroon.

## Geschiedenis
Het wapen is afgeleid van het familiewapen van het geslacht Van Kralingen, de vroeger heren van Wateringen. Het wapenboek Gelre geeft het wapen van Willem van Wateringen weer als een zilveren ster op een zwart schild. De oude heerlijkheid voerde het familiewapen in omgekeerde kleuren. In sommige publicaties uit de achttiende eeuw wordt ook zilver op zwart aangegeven als het heerlijkheidswapen. Het wapen is gelijk aan het oude wapen van Alphen (ZH), dat eveneens van hetzelfde familiewapen is afgeleid. De kroon werd in 1987 aan het Wateringse wapen toegevoegd.

## Verwante wapens

Het wapen van Kralingen
Het wapen van Alphen